# Rebecca Waldecker

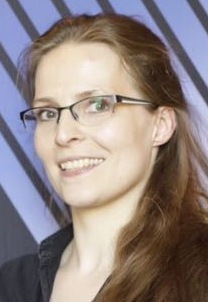
Rebecca Waldecker

Rebecca Anne Hedwig Waldecker (* 1979) ist eine deutsche Mathematikerin und Hochschullehrerin.

## Leben
Waldecker schloss ihr Studium der Mathematik, Statistik und Ökonometrie an der Christian-Albrechts-Universität zu Kiel im Jahr 2003 mit dem Diplom ab. Von Januar bis April 2007 war sie Honorary Lecturer an der University of Birmingham. 2007 promovierte sie in Kiel. Von Mai 2007 bis September 2009 war Waldecker finanziert durch den Leverhulme Trust Research Fellow an der University of Birmingham. Von 2009 bis 2015 war Waldecker Juniorprofessorin an der Martin-Luther-Universität Halle-Wittenberg. Dort habilitierte sie sich 2014 und wurde im Anschluss als Professorin für Algebra berufen. Waldecker forscht unter anderem zu endlichen Gruppen. Seit 2012 ist Waldecker Vertrauensdozentin der Studienstiftung des deutschen Volkes und seit 2016 ist sie Vizepräsidentin des Deutschen Hochschulverbandes.

## Schriften (Auswahl)
- Isolierte Involutionen in endlichen Gruppen, Kiel, Univ., Diss., 2006.
- mit Lasse Rempe-Gillen: Primzahltests für Einsteiger. Zahlentheorie, Algorithmik, Kryptographie, 2. Aufl., Springer Spektrum, Wiesbaden 2012, ISBN 978-3-658-11216-5.